# Henri Charrière
Henri Charrière (16 tháng 11 năm 1906 – 29 tháng 7 năm 1973) là một người bị kết án trọng tội và được biết tới với tư cách tác giả cuốn Papillon (Papillon người tù khổ sai), một hồi ký về thời gian ông bị bỏ tù trên một nhà tù thuộc địa tại Guiana thuộc Pháp.

## Tuổi trẻ và tù đày
Charrière sinh tại Ardèche, Pháp. Ông có hai chị gái. Mẹ ông mất năm 1917, khi Henri gần 11 tuổi, mười bốn năm trước khi ông bị kết án tù. Năm 1923, ở tuổi mười bảy, ông tham gia Hải quân Pháp, và phục vụ trong hai năm. Sau khi rời hải quân, Charrière trở thành một thành viên của thế giới ngầm Paris, lấy vợ và có một con gái. Ông đã bị kết tội giết hại một tên ma cô, Roland le Petit, bản án mà ông luôn cho là sai trái. Ông bị kết án lao động khổ sai suốt đời ngày 26 tháng 10 năm 1931. Ông phải rời bỏ gia đình, người vợ đang mang thai và con gái.
Sau một thời gian ở tù ngắn tại nhà tù chuyển tiếp Beaulieu tại Caen, Pháp, ông được đưa tới nhà tù St-Laurent-du-Maroni trên sông Maroni, nhà tù hình sự của Guiana thuộc Pháp.

### Những lần vượt ngục
Ngày 29 tháng 11 năm 1933, Charrière đã trốn thoát từ trạm xá tại Saint Laurent cùng hai bạn tù, Clousiot và Maturette, bơi thuyền dọc theo bờ biển qua Trinidad và Curaçao tới Riohacha, Colombia. Dọc đường họ được một nhóm người hủi (cũng là những tù nhân) trên Đảo Pigeon, một gia đình người Anh giàu lòng trắc ẩn và nhiều người khác giúp đỡ. Trong thời gian này, ba kẻ tù trốn trại khác gia nhập cùng với họ trong chuyến đi tới Colombia.
Thời tiết xấu khiến họ không thể rời bờ biển Colombia và đã bị bắt lại, tống vào tù. Charrière tìm cách bỏ trốn với sự giúp đỡ của một người tù già, và sau nhiều ngày đêm bỏ chạy, họ chia tay; Charrière lập tức quay về vùng Guajira. Tại đây ông sống nhiều tháng trong một ngôi làng của những người bản xứ làm nghề mò ngọc trai. Ông quan hệ với một phụ nữ trẻ và em gái của cô ta, cả hai sau này đều trở thành vợ ông và đều có con. Chính ở đây ông đã sống nhiều tháng sung sướng ở "hình thức thanh khiết nhất của tình yêu và cái đẹp." Tuy nhiên, vẫn muốn sửa chữa sự bất công mà mình đã phải gánh chịu, cuối cùng ông ra đi về hướng tây.
Một lần nữa, Charrière bị bắt và bỏ ngục tại Santa Marta, và sau đó chuyển sang Barranquilla, nơi ông không ngờ gặp lại Clousiot và Maturette. Dù đã nhiều lần gắng vượt ngục (một trong số đó khiến ông bị gãy xương mu bàn chân và trở thành người có bàn chân phẳng), Charrière không thể thoát khỏi các nhà tù và bị đưa trả về Guiana thuộc Pháp năm 1934 cùng với hai bạn tù.
Charrière và các bạn bị kết án hai năm biệt giam, hình phạt được tù nhân gọi bằng tên "Kẻ nuốt tù nhân", trên St. Joseph (một trong những Îles du Salut hay Đảo Cứu rỗi (Salvation Islands), bao gồm cả hòn đảo Royale và Devil's Island) vì tội vượt ngục. Ông và hai bạn được thả ngày 26 tháng 6 năm 1936. Clousiot đã chết 'chỉ vài ngày sau đó'. Sau khi được thả, Charrière bị giam trên đảo Royale....
Charrière bị kết án tám năm biệt giam nữa sau một âm mưu vượt ngục và tội giết một bạn tù vì người này đã ngầm báo âm mưu của ông. Tuy nhiên, ông được thả ra chỉ chín tháng sau đó, sau khi liều mình cứu một bé gái tên Lissette, đang sắp chết đuối khỏi vùng biển có cá mập. Ông được thả vì "các lý do y tế," nhưng ông cho là do đã cố cứu bé gái.
Sau đó, Charrière giả điên (đã được xác định có các dấu hiệu đặc trưng được thể hiện bởi những ca bị điên như vậy) trong một nỗ lực trốn khỏi bệnh viện tâm thần trên đảo, nơi không bị canh gác chặt chẽ. Đây là thời điểm lý tưởng để bỏ trốn khỏi bệnh viện tâm thần bởi sau khi Thế chiến II bắt đầu, hình phạt cho những người tù bỏ trốn đã được nâng lên thành tử hình với án phản bội. Bởi bất cứ ai tìm cách bỏ trốn đều bị coi là bỏ theo quân địch. Một người điên được coi là người không kiểm soát được các hành vi của mình, vì thế sẽ không thể bị trừng phạt vì bất kỳ điều gì - kể cả việc bỏ trốn.
Âm mưu đã không thành, và người đi cùng Charrière đã chết đuối nhưng Charrière thoát nạn. Sau đó, ông trở về đảo Royale và một thời gian sau ông xin chuyển đến đảo Quỷ (Devil's Island). Sau một thời gian sống ở đây, Charrière quen với Chang, một tù chính trị Trung Quốc, ông đã nghiên cứu về các cơn sóng thủy triều và nhận ra mỗi ngày đều có một cơn sóng đủ lớn để có thể đưa ông ra xa đảo và về đất liền. Ông đặt tên cơn sóng này là Lissette. Sau nhiều lần thử nghiệm với các bao tải chứa dừa, ông đã vượt ngục chung với 1 bạn tù tên Sylvain, cả hai đều dùng những bao tải chứa dừa như một cái phao và cưỡi trên Lissette để ra ngoài đại dương. Sau nhiều ngày trên biển, cả hai cập vào bờ nhưng Sylvain bị chìm trong cát lún và chết.
Trên đất liền, Charrière gặp Cuic Cuic anh trai Chang, họ cùng nhau đi đến Georgetown, British Guiana, bằng thuyền. Sau một thời gian ngắn sống ở đây, Charrière đã đi đến Venezuela với 5 tù nhân khác.Họ bị bắt và tạm giam ở một trại tù gần El Dorado. Sau đó một thời gian, Charrière được thả ra. Ông được nhận quốc tịch Venezuela và trở thành người tự do.

## Nghề nghiệp sau đó
Năm 1945, Charrière định cư tại Venezuela, ông lấy một phụ nữ Venezuela tên là Rita. Ông có con với bà và mở một cửa hàng cùng các khách sạn tại Caracas và Maracaibo, trở thành một Đầu bếp tự học. Sau đó ông được coi như một người nổi tiếng, thậm chí thường được mời xuất hiện trên các chương trình TV địa phương.
Cuối cùng ông đã quay trở lại Pháp trong một lần về thăm Paris đồng thời với việc xuất bản cuốn sách về cuộc đời mình, Papillon, năm 1969. Cuốn sách đã bán được hơn 1.000.000 bản tại Pháp, khiến một vị Bộ trưởng Pháp đã nói tới "sự suy đồi đạo đức của nước Pháp" với những chiếc váy ngắn và Papillon.
Cuốn Papillon lần đầu xuất bản tại Anh Quốc năm 1970, qua bản dịch của nhà văn Patrick O'Brian.
Charrière đã đóng vai một tên trộm đá quý trong một bộ phim năm 1970 tên gọi The Butterfly Affair.
Ông cũng viết tiếp các phần sau cho Papillon, Banco, trong đó mô tả cuộc đời mình từ sau khi ra tù.
Năm 1973, cuốn sách Papillon của ông được chuyển thể thành phim  Papillon của đạo diễn Franklin Schaffner, trong đó diễn viên Steve McQueen thủ vai 'Papillon'. Dalton Trumbo là tác giả kịch bản, và chính Charrière đảm nhiệm vai trò cố vấn. Một cuộc phỏng vấn với Henri Charrière đã được đưa vào trong cuốn phim tài liệu, Magnificent Rebel, mô tả quá trình làm phim.
Ông mất tại Madrid, Tây Ban Nha vì ung thư họng.

## Papillon
Cuốn sách bán chạy nhất năm 1970 của ông, Papillon, đã ghi lại chi tiết các vụ vượt ngục, những âm mưu vượt ngục, những chuyến đi và những lần bị bắt lại từ khi ông bị tù năm 1932 tới lần đào thoát cuối cùng sang Venezuela. Tên sách lấy theo tên hiệu của Charrière, xuất xứ từ hình xăm một con bướm trên ngực ông (papillon là từ tiếng Pháp có nghĩa con bướm). Tính chính xác của câu chuyện đã bị nghi ngờ, nhưng ông luôn cho rằng, chỉ trừ vài sai sót nhỏ do trí nhớ, tất cả đều là sự thực.
Tuy nhiên, các nhà nghiên cứu hiện đại tin rằng Charrière đã lấy phần lớn tư liệu cho cuốn sách từ các bạn tù khác, và coi câu chuyện này mang nhiều tính tưởng tượng hơn là một cuốn hồi ký chân thực. Năm 2005, một cụ già ở Paris khi ấy đã 104 tuổi, Charles Brunier, tuyên bố rằng mình là Papillon đích thực.
Các nhà phê bình hiện đại có xu hướng đồng ý rằng câu chuyện của Charrière có các sự kiện xảy ra với những người khác, và rằng Brunier quả thực ở tù cùng thời gian đó.